# Docirava medmaria
Docirava medmaria là một loài bướm đêm trong họ Geometridae.